# Vapor d'aigua
El vapor d'aigua és la fase gasosa de la molècula d'aigua. És un dels estats de l'aigua dins la hidrosfera. El vapor d'aigua es pot produir de l'evaporació o ebullició de l'aigua líquida o de la sublimació del gel. Sota les condicions atmosfèriques típiques, el vapor d'aigua es genera contínuament per evaporació i remoció per la condensació. És més lleuger que l'aire i provoca corrents de convecció que poden originar núvols.
El vapor d'aigua és el gas amb efecte d'hivernacle més important, el diòxid de carboni (CO₂) el segueix en importància. D'altres gasos com el metà, l'òxid de dinitrogen, l'ozó i alguns altres que són presents a l'atmosfera en petites quantitats, també contribueixen a l'efecte hivernacle.

## Propietats generals

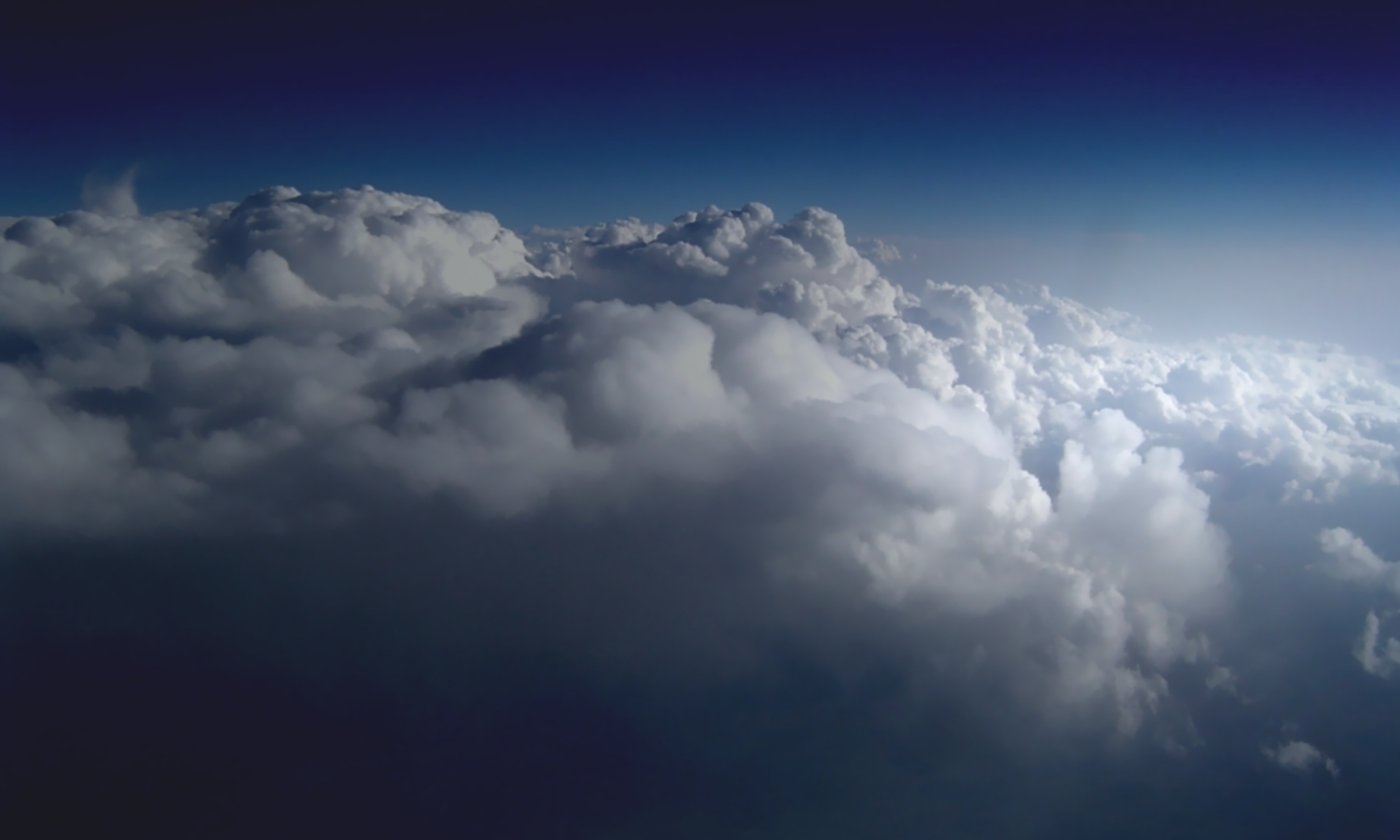
Els núvols es formen per condensació del vapor d'aigua.

### Evaporació
Sempre que una molècula d'aigua deixa una superfície i es difon en un gas circumdant, es diu que s'ha evaporat. Cada molècula d'aigua individual que canvia entre un estat més associat (líquid) i un estat menys associat (vapor/gas) ho fa mitjançant l'absorció o l'alliberament d'energia cinètica. El mesurament agregat d'aquesta transferència d'energia cinètica es defineix com a energia tèrmica i només passa quan hi ha un diferencial en la temperatura de les molècules d'aigua. L'aigua líquida que es converteix en vapor d'aigua comporta una porció de calor, en un procés anomenat refredament per evaporació. La quantitat de vapor d'aigua a l'aire determina la freqüència amb què les molècules tornaran a la superfície. Quan es produeix una evaporació neta, el cos d'aigua patirà un refredament net directament relacionat amb la pèrdua d'aigua.
Als Estats Units, el Servei Meteorològic Nacional mesura la taxa real d'evaporació d'una superfície d'aigua oberta estandarditzada "safata" a l'aire lliure, a diversos llocs de tot el país. Altres fan el mateix a tot el món. Les dades dels Estats Units es recopilen i es compilen en un mapa d'evaporació anual. Les mesures oscil·len entre 30 i més de 120 polzades per any. Es poden fer servir fórmules per calcular la taxa d'evaporació d'una superfície d'aigua com a piscina. En alguns països, la taxa d'evaporació supera amb escreix la taxa de precipitació.
El refredament evaporatiu és restringit per les condicions atmosfèriques. La humitat és la quantitat de vapor daigua a laire. El contingut de vapor de l'aire es mesura amb dispositius coneguts com a higròmetres. Les mesures generalment s'expressen com a humitat específica o percentatge d'humitat relativa. Les temperatures de l‟atmosfera i la superfície de l‟aigua determinen la pressió de vapor d‟equilibri; el 100% d'humitat relativa passa quan la pressió parcial de vapor d'aigua és igual a la pressió de vapor d'equilibri. Aquesta condició sovint es coneix com a saturació completa. La humitat varia de 0 grams per metre cúbic en aire sec a 30 grams per metre cúbic quan el vapor està saturat a 30 °C.

### Sublimació
La sublimació és el procés pel qual les molècules d'aigua abandonen directament la superfície del gel sense convertir-se primer en aigua líquida. La sublimació explica la lenta desaparició a mitjan hivern del gel i la neu a temperatures massa baixes per provocar la fosa. L'Antàrtida mostra aquest efecte en un grau únic perquè és, de molt, el continent amb la taxa més baixa de precipitació a la Terra. Com a resultat, hi ha grans àrees on s'han sublimat capes mil·lenàries de neu, deixant enrere els materials no volàtils que contenien. Això és extremadament valuós per a certes disciplines científiques, un exemple dramàtic és la col·lecció de meteorits que queden exposats en quantitats inigualables i en excel·lents estats de conservació.
La sublimació és important en la preparació de certes classes de mostres biològiques per a microscòpia electrònica d'escombrada. Normalment, les mostres es preparen mitjançant criofixació i congelació-fractura, després de la qual cosa la superfície trencada es liofilitza i s'erosiona per exposició al buit fins que mostra el nivell de detall requerit. Aquesta tècnica pot mostrar molècules de proteïnes, estructures d'orgànuls i bicapes lipídiques amb molt baixos graus de distorsió.

### Condensació

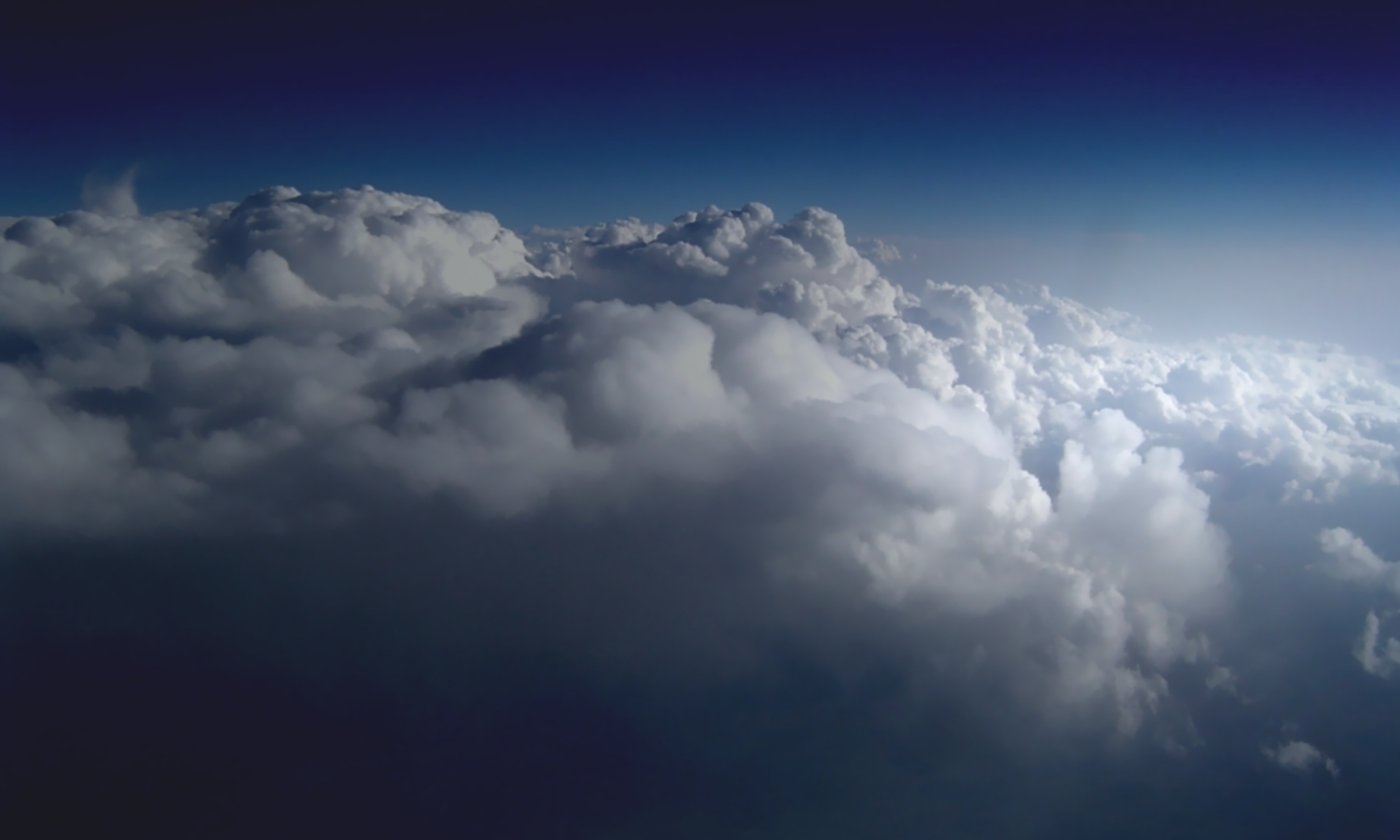
Núvols, formats per vapor d'aigua condensat.

El vapor d'aigua només es condensarà en una altra superfície quan aquesta superfície estigui més freda que la temperatura del punt de rosada, o quan s'hagi excedit l'equilibri del vapor d'aigua a l'aire. Quan el vapor daigua es condensa en una superfície, es produeix un escalfament net en aquesta superfície. La molècula d'aigua comporta energia tèrmica. Alhora, la temperatura de l'atmosfera baixa lleument.(Schroeder, 2000, p. 19) A l'atmosfera, la condensació produeix núvols, boira i precipitació (en general, només quan la faciliten els nuclis de condensació dels núvols). El punt de rosada d'un paquet d'aire és la temperatura a què s'ha de refredar abans que el vapor d'aigua a l'aire es comenci a condensar. La condensació a l'atmosfera forma gotes de núvols.
A més, es produeix una condensació neta de vapor d'aigua a les superfícies quan la temperatura de la superfície és igual o inferior a la temperatura del punt de rosada de l'atmosfera. La deposició és una transició de fase separada de la condensació que porta a la formació directa de gel a partir del vapor d'aigua. Les gelades i la neu són exemples de deposició.
Hi ha diversos mecanismes de refredament pels quals es produeix la condensació: 1) Pèrdua directa de calor per conducció o radiació. 2) Refredament per la caiguda de la pressió de l'aire que passa amb l'elevació de l'aire, també conegut com a refredament adiabàtic. L'aire es pot elevar per muntanyes, que desvien l'aire cap amunt, per convecció i per fronts freds i càlids. 3) Refredament advectiu: refredament a causa del moviment horitzontal de l'aire.

### Reaccions químiques
Diverses reaccions químiques tenen aigua com a producte. Si les reaccions tenen lloc a temperatures superiors al punt de rosada de l'aire circumdant, l'aigua es formarà en forma de vapor i augmentarà la humitat local, si per sota del punt de rosada es produirà condensació local. Les reaccions típiques que donen com a resultat la formació d'aigua són la crema d'hidrogen o hidrocarburs a l'aire o altres barreges de gasos que contenen oxigen, o com a resultat de reaccions amb oxidants.
De manera similar, altres reaccions químiques o físiques poden tenir lloc en presència de vapor d'aigua, cosa que dóna com a resultat la formació de nous productes químics, com l'oxidació del ferro o l'acer, la polimerització (certes escumes de poliuretà i les cues de cianoacrilat es curen amb l'exposició a la humitat atmosfèrica) o el canvi de formes, com quan els productes químics anhidres poden absorbir prou vapor per formar una estructura cristal·lina o alterar-ne una existent, cosa que de vegades resulta en canvis de color característics que es poden utilitzar per al mesurament.

### Mesurament
Mesurar la quantitat de vapor d'aigua en un medi es pot fer directament o de forma remota amb diversos graus d'exactitud. Els mètodes remots com l'absorció electromagnètica són possibles de fer amb satèl·lits sobre atmosferes planetàries. Els mètodes directes fan servir transductors electrònics, termòmetres humitejats o materials higroscòpics que mesuren els canvis en les propietats físiques o les dimensions.
|                                        | medi              | interval de temperatura (°C) | mesurement incertesa       | freqüència de mesurment típica        | cost del sistema | notes                                                                                             |
| -------------------------------------- | ----------------- | ---------------------------- | -------------------------- | ------------------------------------- | ---------------- | ------------------------------------------------------------------------------------------------- |
| psicròmetre profund                    | aire              | −10 a 50                     | baixa a moderada           | horària                               | baix             |                                                                                                   |
| espectroscòpia basada en satèl·lit     | aire              | −80 a 60                     | baixa                      |                                       | molt alt         |                                                                                                   |
| sensor capacitiu                       | aire/gasos        | −40 to 50                    | moderada                   | 2 a 0.05 Hz                           | mitjana          | propensa a saturar-se/contaminada amb el temps                                                    |
| sensor capacitiu calent                | aire/gasos        | −15 a 50                     | moderada a baixa           | 2 a 0.05 Hz (depèn de la temperatura) | mitjana a alta   | propensa a saturar-se/contaminada amb el temps                                                    |
| sensor de resistència                  | aire/gasos        | −10 a 50                     | moderada                   | 60 segonds                            | mitjana          | propensa a contaminar-se                                                                          |
| clorur de liti cel·la de rosada        | aire              | −30 a 50                     | moderada                   | contínua                              | mitjana          | vegeu dewcell                                                                                     |
| Clorur de Cobalt(II)                   | aire/gasos        | 0 a 50                       | alta                       | 5 minuts                              | molt baix        | sovint usat com targeta indicadora d'humitat                                                      |
| espectroscòpia d'absorció              | aire/gasos        |                              | moderada                   |                                       | alt              |                                                                                                   |
| Òxid d'alumini                         | aire/gasos        |                              | moderada                   |                                       | mitjana          | vegeu anàlisi d'humitat                                                                           |
| òxid de silici                         | aire/gasos        |                              | moderada                   |                                       | mitjana          | vegeu anàlisi d'humitat                                                                           |
| Sorció piezoelèctrica                  | aire/gasos        |                              | moderada                   |                                       | mitjana          | vegeu anàlisi d'humitat                                                                           |
| Electrolític                           | aire/gasos        |                              | moderada                   |                                       | mitjana          | vegeu anàlisi d'humitat                                                                           |
| tensió de cabell                       | aire              | 0 a 40                       | alt                        | contínua                              | baixa a mitjana  | Afectada per la temperatura. Afectada adversament per concentracions altes perllongades           |
| Nefelòmetre                            | aire/altres gasos |                              | baixa                      |                                       | molt alt         |                                                                                                   |
| Pell de Goldbeater (peritoneu de vaca) | aire              | −20 a 30                     | moderada (amb correccions) | baixa, més baixa a baixa temperatura  | baix             | ref:WMO Guide to Meteorological Instruments and Methods of Observation No. 8 2006, (pages 1.12–1) |
| Lyman-alpha                            |                   |                              |                            | alta freqüència                       | alt              | Requereix calibratge freqüent                                                                     |
| Higròmetre gravimètric                 |                   |                              | molt baixa                 |                                       | molt alt         | sovint anomenat font principal, estàndards nacionals desenvolupats a US,UK,EU & Japó              |
|                                        | medi              | interval de temperatura (°C) | mesurement incertesa       | freqüència típica de mesurament       | cost del sistema | notes                                                                                             |

### Reaccions químiques
Hi ha moltes reaccions químiques en les quals el producte és el vapor d'aigua. Si les reaccions tenen lloc a temperatures més altes que les del punt de rosada de l'aire que les envolta l'aigua es formarà com a vapor i incrementarà la humitat localment, si es fan per sota del punt de rosada hi haurà condensació. Les reaccions típiques que resulten en formació d'aigua són la formació d'hidrogen i molts altres hidrocarbonis en el mateix aire o en combinació amb oxigen o altres oxidants.

## El vapor d'aigua a l'atmosfera de la Terra
L'aigua en estat de gas representa un petit però mediambientalment significatiu constituent de l'atmosfera de la Terra. El percentatge de vapor d'aigua en la superfície de l'aire varia des de traces en els deserts fins a un 4% sobre els oceans. Aproximadament el 99,13% es troba en la troposfera. La condensació és la responsable dels núvols, de la pluja, la neu i altres precipitacions meteorològiques. És menys obvi el calor latent de vaporització que s'allibera en l'atmosfera quan ocorre la condensació, el qual és el responsable de tempestes com les dels ciclons tropicals. El grup hidroxil fa que el vapor d'aigua absorbeixi l'infraroig i tingui un efecte hivernacle. S'espera que el vapor d'aigua s'incrementi amb l'augment de les temperatures pel canvi climàtic però és menys clar que augmenti la nuvolositat.
La boira i els núvols es formen per condensació al voltant dels nuclis de condensació, si manquen aquests nuclis, la condensació només es produirà a temperatures força més baixes. Si hi ha condensació o deposició persistents, llavors es formen gotes o flocs de neu als núvols, i precipiten quan arriben a una determinada massa crítica.

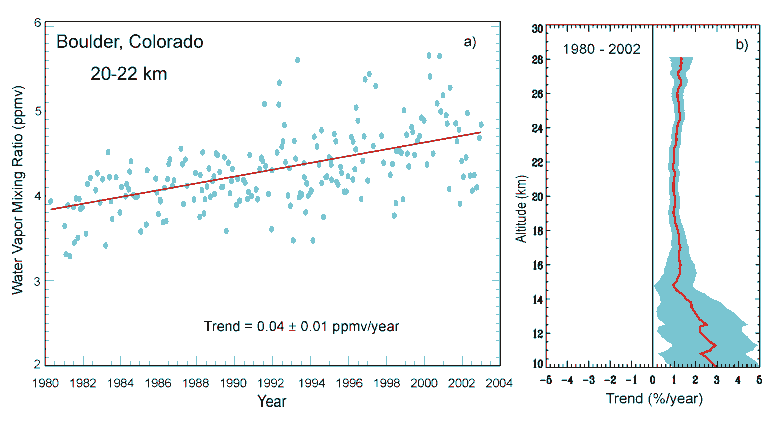
Increment del vapor d'aigua atmosfèric a Boulder, Colorado.

El contingut de vapor d'aigua de l'atmosfera contínuament s'esgota per la precipitació i al mateix temps s'omple per l'evaporació. El contingut global de vapor d'aigua de l'atmosfera seria suficient per cobrir la superfície del planeta amb una capa d'aigua líquida de 25 mm de gruix. La precipitació global de la Terra és d'aproximadament un metre d'aigua (1000 litres per m2) la qual cosa implica que el temps de residència d'una molècula d'aigua en la troposfera és de 9 a 10 dies. En els volcans el vapor d'aigua és el principal constituent de les emissions de gas volcànic.
El contingut de vapor d'aigua de l'atmosfera s'expressa usant diversos mesurament que inclouen la pressió de vapor, la humitat específica, la relació de mescla, el punt de rossada i la humitat relativa.